# إل جبريل
إل جبريل هو راقص فلبيني، ولد في 23 أكتوبر 1944.